# روميلا بيغاي
روميلا ألكسندر بيغاي (بالألبانية: Romela Aleksandër Begaj) هي رباعة ألبانية ولدت في يوم 2 نوفمبر 1986 في مدينة تيرانا. أبرز إنجازاتها هو فوزها بالميدالية الفضية في بطولة العالم لرفع الأثقال في سنة 2017 في أناهايم في هولندا فئة تحت 69 كغم. تم ايقافها لاحقاً بعد اختبار تناولها للمنشطات.